# Örnólfur Þórðarson
Örnólfur Þórðarson (Thordharson, n. 905) fue un vikingo de Horgsdal, Noruega, que emigró a Islandia y fundó un asentamiento en Kristnes, Eyjafjarðarsýsla. Es un personaje de la saga de Víga-Glúms, y saga de Reykdæla ok Víga-Skútu. Se casó con Ingveldur Hamundsdóttir (n. 910) y de esa relación tuvieron tres hijos: Þorvarður Örnólfsson (n. 935), que también es un personaje de la saga de Víga-Glúms, Þórður (n. 937) y Steingrímur (n. 939).